# Маргаридо, Тания
Тания Маргаридо Перейра (кат. Tania Margarido Pereira; род. 1 апреля 1998, Энкам, Андорра) — андорранская фигуристка, выступавшая в одиночном катании. Чемпионка Андорры (2018).

## Биография
Родилась в 1998 году в Энкаме, одной из семи общин Андорры. Начала заниматься фигурным катанием в 2002 году. Во время карьеры проживала в родном Энкаме. В раннем возрасте каталась под руководством тренеров Элены Саразы и Андрея Ефремова. Представляла клуб фигурного катания «Andorra Club Gel». За пределами льда увлекалась йогой.
С 2012 года в Андорре работала испанская наставница Силвия Вильельяс, одной из многих учениц которой являлась Маргаридо. Помимо непосредственно тренерских обязанностей, Вильельяс представала в качестве хореографа и постановщика её программ. Занятия проходили в общине Канильо. В июле 2020 года 58-летняя Вильельяс умерла от рака.
В течение трёх сезонов выступала в юниорском Гран-при. Дебютным для неё стал турнир в Таллине, проходивший в 2014 году, где она заняла последнее тридцатое место. В следующем году, на этапе в Логроньо, среди тридцати трёх юниорок снова показала тридцатый результат, опередив трёх соперниц, одной из которых была Александра Ганноверская.
В 2016 году участвовала сразу в двух юниорских Гран-при. Сперва финишировала двадцатой на этапе в Сен-Жерве, где стартовали двадцать три фигуристки. На втором этапе, в немецком Дрездене, оказалась на тридцать второй строчке. При этом установила личный рекорд во всех сегментах: в короткой и произвольной программах и по сумме — 86,61.
В сезоне 2017/18 перешла из юниорской категории во взрослое катание. В первый взрослый сезон заняла четвёртое место из шести международного турнира Open d'Andorra 2017. Тания обошла двух представительниц Китайского Тайбэя (Тайваня) — Левану У и Лену У. Кроме того, в том сезоне стала победительницей национального чемпионата Андорры.
В 2018 году привезла бронзовую награду с Open d'Andorra, в рамках которого соревновались три участницы. Затем отправилась в городок Кокельшойер в Люксембурге, где представила программы на Coupe du Printemps судьи поставили её на последнее седьмое место. В сезоне 2019/20 разместилась на последней двенадцатой позиции на Open d'Andorra.

## Программы
| Сезон   | Короткая программа                  | Произвольная программа                               |
| ------- | ----------------------------------- | ---------------------------------------------------- |
| 2016/17 | - «Elements» Линдси Стирлинг        | - «Peter Gunn» - «Sixteen Pounds» - «Sing Sing Sing» |
| 2015/16 | - «Elements» Линдси Стирлинг        | - «New Beginnings» Future World Music                |
| 2014/15 | - «Cry of the Celts» Ронан Хардиман | - «Tango Amore» Эдвин Мартон                         |

## Результаты
| Соревнования                | 14/15         | 15/16         | 16/17         | 17/18         | 18/19         | 19/20         |
| Международные               | Международные | Международные | Международные | Международные | Международные | Международные |
| --------------------------- | ------------- | ------------- | ------------- | ------------- | ------------- | ------------- |
| Coupe du Printemps          |               |               |               |               | 7             |               |
| Open d’Andorra              |               |               |               | 4             | 3             | 12            |
| Международные среди юниоров |               |               |               |               |               |               |
| Гран-при Германии           |               |               | 32            |               |               |               |
| Гран-при Франции            |               |               | 20            |               |               |               |
| Гран-при Испании            |               | 30            |               |               |               |               |
| Гран-при Эстонии            | 30            |               |               |               |               |               |
| Open d’Andorra              | 10            | 3             | 12            |               |               |               |
| Национальные                |               |               |               |               |               |               |
| Чемпионат Андорры           |               |               |               | 1             |               |               |